# Коломенский трамвай
Коломенский трамвай — система трамвайных линий Коломны, основа сети общественного транспорта города, открытая в 1948 году. C 2013 года, после закрытия трамвая в Ногинске — единственная трамвайная система в Московской области.

## История
- В 1940 году в городе началось строительство троллейбусной системы (см. Коломенский троллейбус), к лету 1941 года строительные работы были практически завершены, завезён подвижной состав, но завершению работы помешала начавшаяся Великая Отечественная война.
- В 1945 году, после окончания войны, строительство троллейбусной системы решили не возобновлять. Вместо троллейбуса было принято решение о строительстве трамвая. Решение было также вызвано необходимостью доставки рабочих на Коломенский паровозостроительный завод, особенно в ночные смены. Строительство началось в 1946 году, и 5 ноября 1948 года было открыто движение на участке от нынешней «Площадь Советская» до станции «Коломзавод» (сейчас «Тепловозостроителей»). Депо открыто в 1951 году с продлением линии до остановки «Краеведческий музей».
- В 1954 году линия продлена до «Учебного комбината», в 1956-м — до «ЗТС», в 1958-м замкнута однопутная кольцевая линия по городу, в 1960 году она стала двухпутной.
- 1 января 1971 года открыта линия по проспекту Кирова до конечной «Холодильник» (у разъезда 6 км на Озёрской ветке).
- 11 октября 1974 года открыта линия до станции «Коломна».
- 5 ноября 1986 года открыта линия через новый путепровод над железной дорогой в район Колычёво, до кольца «Улица Спирина», затем линия до кольца «Мясокомбинат» (у деревни Сычёво).
- В августе 2002 года состоялось открытие новой линии в Колычёво по улице Спирина. В январе 2003 года по городу стал ходить новый маршрут под номером 10.
- В 2020 году демонтировано недействующее кольцо «Холодильник».

## Маршруты
- 1 Идёт односторонним кольцом: Конькобежный центр — Гражданская улица — Советская площадь — Улица Октябрьской Революции — Голутвин — Улица Суворова — Зелёная улица — Проспект Кирова — Гражданская улица — Конькобежный центр (по часовой)
- 2 Идёт односторонними кольцами: Улица Спирина — Весенняя улица — Проспект Кирова — Советская площадь — Улица Октябрьской Революции — Голутвин — Улица Суворова — Зелёная улица — Проспект Кирова — Улица Астахова — Улица Девичье Поле — Улица Спирина
- 3 Идёт односторонним кольцом: Конькобежный центр — Гражданская улица — Проспект Кирова — Зелёная улица — Улица Суворова — Голутвин — Улица Октябрьской Революции — Советская площадь — Гражданская улица — Конькобежный центр (против часовой)
- 4 Идёт односторонними кольцами: Улица Спирина — Улица Девичье Поле — Улица Астахова — Проспект Кирова — Зелёная улица — Улица Суворова — Голутвин — Улица Октябрьской Революции — Советская площадь — Проспект Кирова — Весенняя улица — Улица Спирина
- 5 Станция Коломна — Улица Льва Толстого — Советская площадь — Проспект Кирова — Зелёная улица — Улица Осипенко
- 6 Идёт односторонним кольцом: Советская площадь — Улица Октябрьской Революции — Голутвин — Улица Суворова — Зелёная улица — Проспект Кирова — Советская площадь (по часовой)
- 7 Конькобежный центр — Гражданская улица — Проспект Кирова — Улица Астахова — Кондитерская фабрика — Акатьевское шоссе — Мясокомбинат
- 8 Идёт односторонним кольцом: Советская площадь — Проспект Кирова — Зелёная улица — Улица Суворова — Голутвин — Улица Октябрьской Революции — Советская площадь (против часовой)
- 9 Конькобежный центр — Гражданская улица — Советская площадь — Улица Льва Толстого — Станция Коломна
- 10 Станция Коломна — Улица Льва Толстого — Советская площадь — Проспект Кирова — Улица Астахова — Улица Девичье Поле (обратно: Весенняя улица) — Улица Спирина

## Подвижной состав
| Модель    | Начало эксплуатации | Окончание эксплуатации |
| --------- | ------------------- | ---------------------- |
| КМ+КП     | 1948                | 1968                   |
| МТВ-82    | 1955                | 1980                   |
| РВЗ-6     | 1965                | 2003                   |
| КТМ-5М3   | 1987                | 2018                   |
| КТМ-5А    | 1989                | 2019                   |
| 71-608    | 1994                | 2010                   |
| 71-608М   | 1997                |                        |
| ЛВС-97К   | 1998                | 2015                   |
| ЛМ-99К    | 2001                | 2018                   |
| 71-619Т   | 2008                |                        |
| 71-623    | 2010                |                        |
| 71-407-01 | 2018                |                        |
| 71-415    | 2020 (?)            | 2021                   |

По состоянию на декабрь 2021 года в городе эксплуатируется 52 пассажирских и 8 служебных трамвайных вагонов:
Служебные вагоны:
1. Рабочие:
  - Вышка КС на базе КМ (205)
  - Вышка КС на базе ЛМ-99к ТС-49М (204)
  - Рельсотранспортёры ТК-28 (212), ТК-28А (215) и ТК-28Б (206) на базе КТМ-5
  - Щёточные снегоочистители ЛС-3 (208) и ГС-4 (209)
  - Вихревый снегоочиститель ВТК-24 (213) на базе КТМ-5
2. Нерабочие/списанные
  - Путерихтовочная машина ПРМ-3М (не работает с 2007)[2]
  - Щёточный снегоочиститель ВТК-107 «Барс» (не работает)[3]
  - Поезд-дозатор щебня ВТК-09А на базе КТМ-5 (216) и ВТК-09Б (216п) (списан и разобран в 2020)[4]
  - Щёточный снегоочиститель ВТК-01 (210) (списан в начале 90-х)[5]
  - Щёточный снегоочиститель ГС-1 (108) (списан в 1982)[6]
  - Роторный снегоочиститель РГС-2 (207) (списан в 2007)[7]
  - Маневровый вагон на базе МТВ-82 (212) (списан в 2000)[8]
  - Учебный вагон на базе КТМ-5 (131) (списан в 2010)[9]
  - Учебный вагон на РВЗ-6 (211) (передан в музей под номером 222 в 1999)[10]
  - Учебный вагон на базе КТМ-5 (202) (списан в 1992)[11]
  - Учебные вагоны на базе РВЗ-6М (105 и 113) (списаны в 1989)[12]
  - Учебные вагоны на базе РВЗ-6М2 (114, 116, 117 и 118) (списаны 1987—1988)[13]
  - Учебный вагон на базе РВЗ-6М (112) (списан в 1987)[12]
  - Учебный вагон на базе МТВ-82 (105) (списан в начале 80-х)[14]
  - Грузовой вагон на базе КМ (206) (списан)[15]
  - Рельсотранспортёр СВАРЗ РТ-2 (204) (списан в 90-х)[16]
  - Вагон-кран (списан в начале 80-х)[17]
  - Платформа с краном (списан)[18]
  - Безмоторная вышка КС (списан)[19]
  - Вышка КС на базе Ф (84) (списан)[20]
  - Тележка-опрыскиватель (списана)[21]

| Модель    | Кол-во | Количество, бортовые номера                          |
| --------- | ------ | ---------------------------------------------------- |
| 71-608КМ  | 13     | 100, 101, 106—110, 117, 119, 120, 130, 135, 148, 151 |
| 71-619КТ  | 11     | 017 — 025, 153, 154                                  |
| 71-623-01 | 1      | 026                                                  |
| 71-623-02 | 6      | 027 — 032                                            |
| 71-407-01 | 21     | 033 — 053                                            |

Трамвай подчиняется муниципальному унитарному предприятию «Коломенский трамвай». Благодаря отсутствию линий на совмещённом полотне обеспечивается высокая надёжность и частота движения. На остановках вывешено расписание движения трамваев в утреннее и вечернее время. Трамвай пользуется высокой популярностью среди пассажиров и обслуживает основную часть пассажиропотока. Ежедневно по десяти городским маршрутам совершается до 60 тысяч поездок.
1, 2, 3, 4, 5 маршруты работают по определённым интервалам движения, вывешенным на остановках. Время прибытия остальных трамвайных маршрутах написано в часах и минутах. Стоит отметить, что в утреннее и вечернее время время прибытия вышеуказанных маршрутов также обозначено на остановочных пунктах.
Протяжённость трамвайных линий превышает 40 км.

## Галерея

РВЗ-6М2 № 5 на Гражданской улице. 1998 год
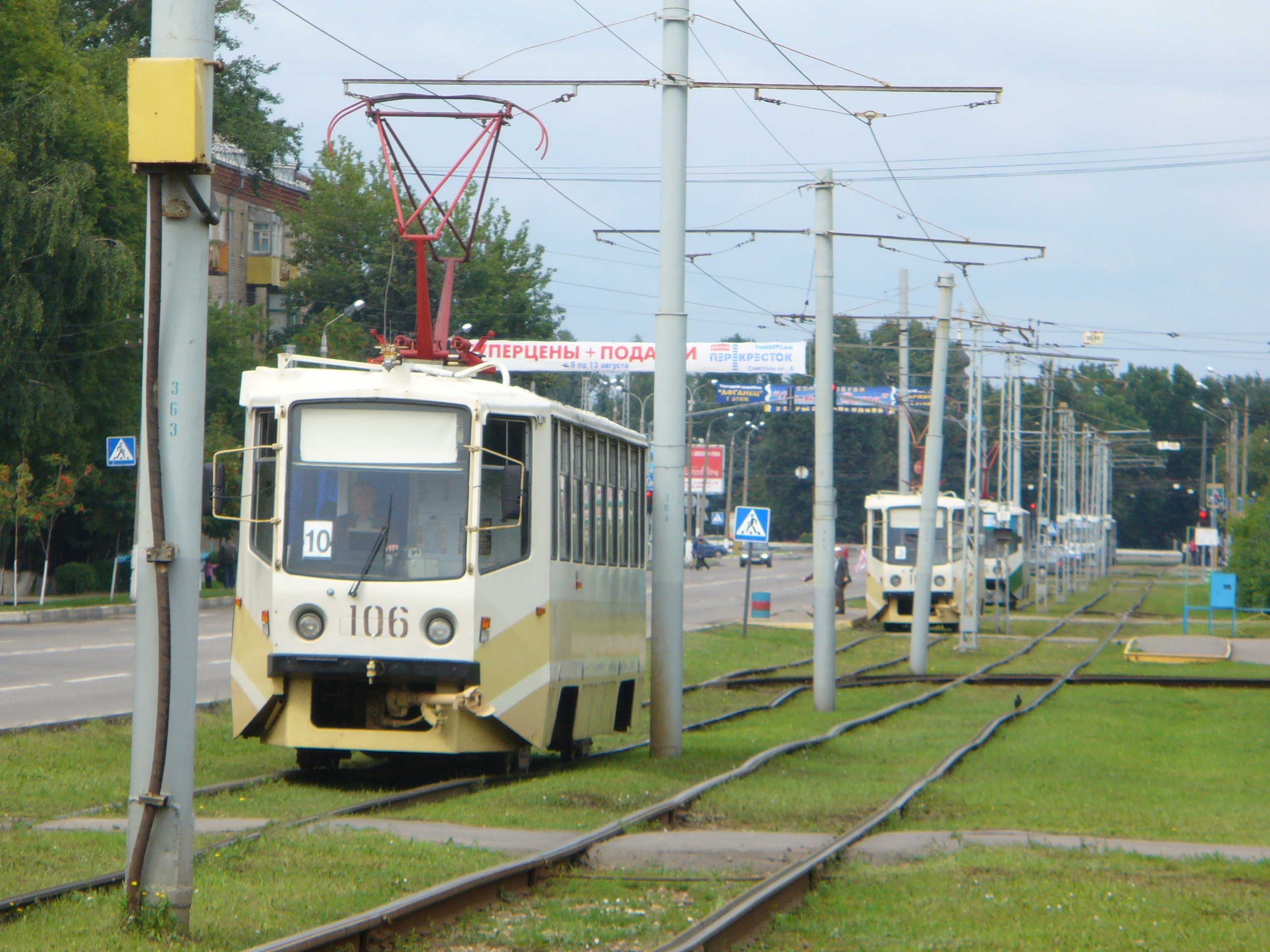
71-608КМ на проспекте Кирова
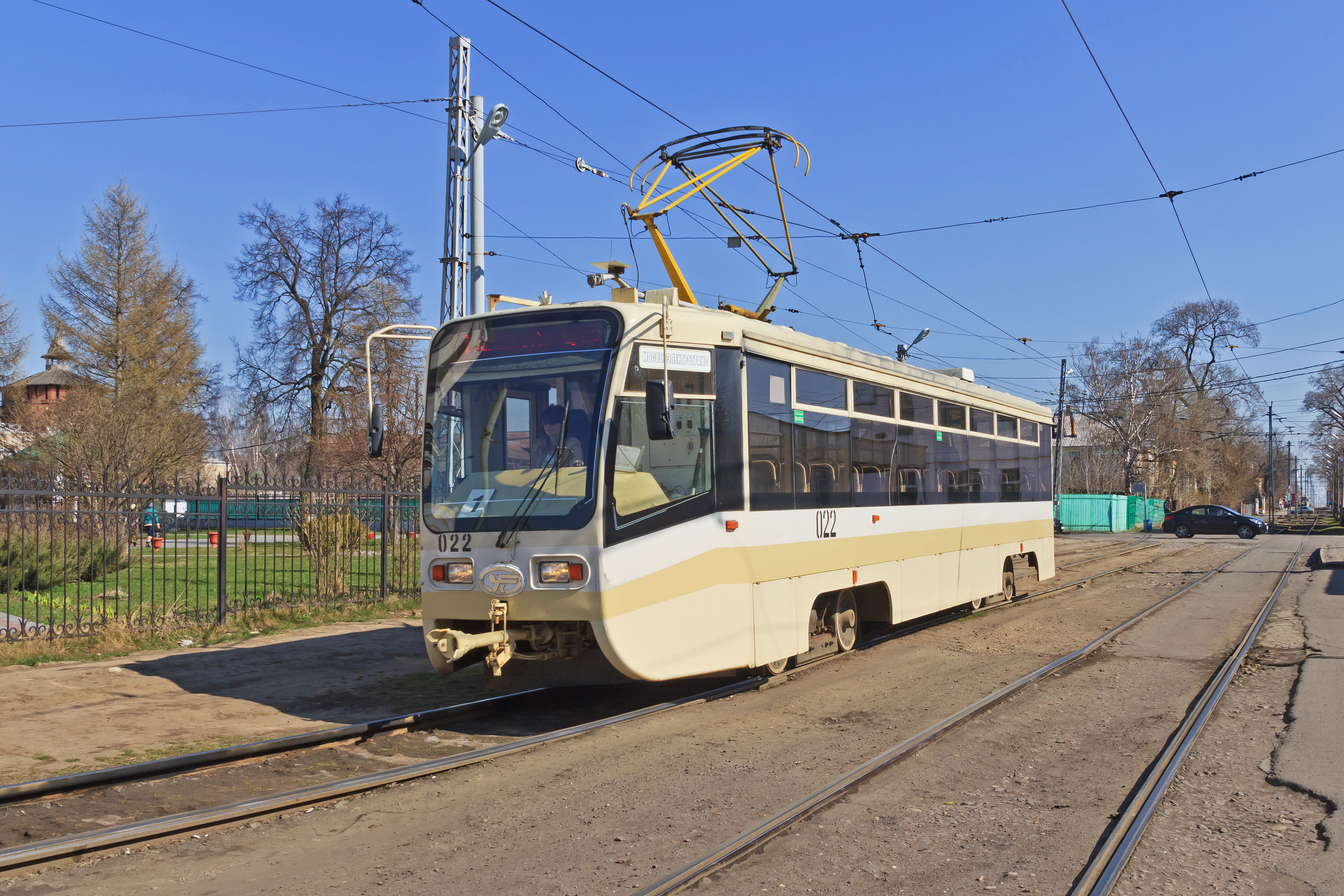
71-619КТ у трамвайного кольца (остановка Конькобежный центр)
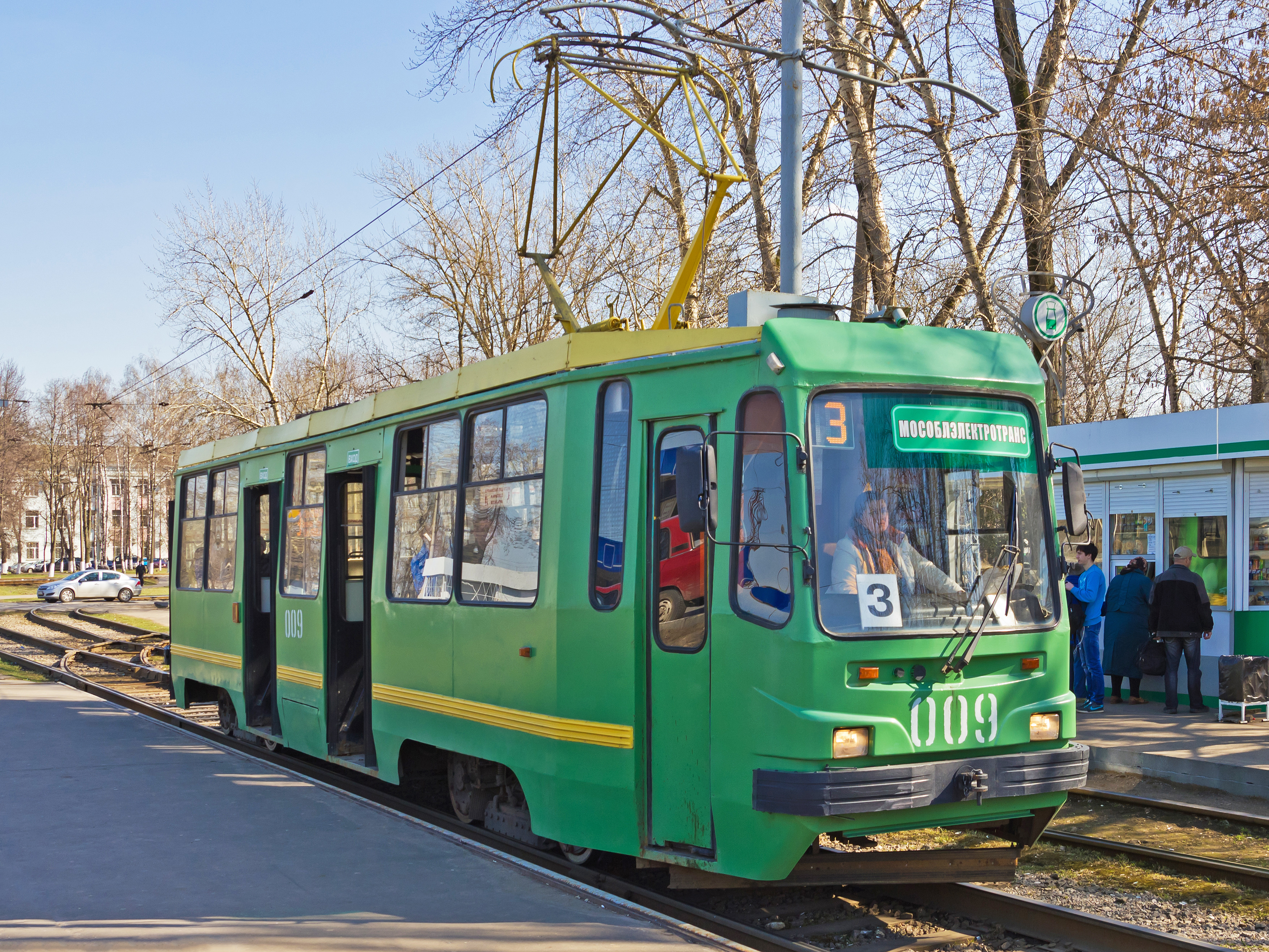
ЛМ-99К на улице Октябрьской Революции
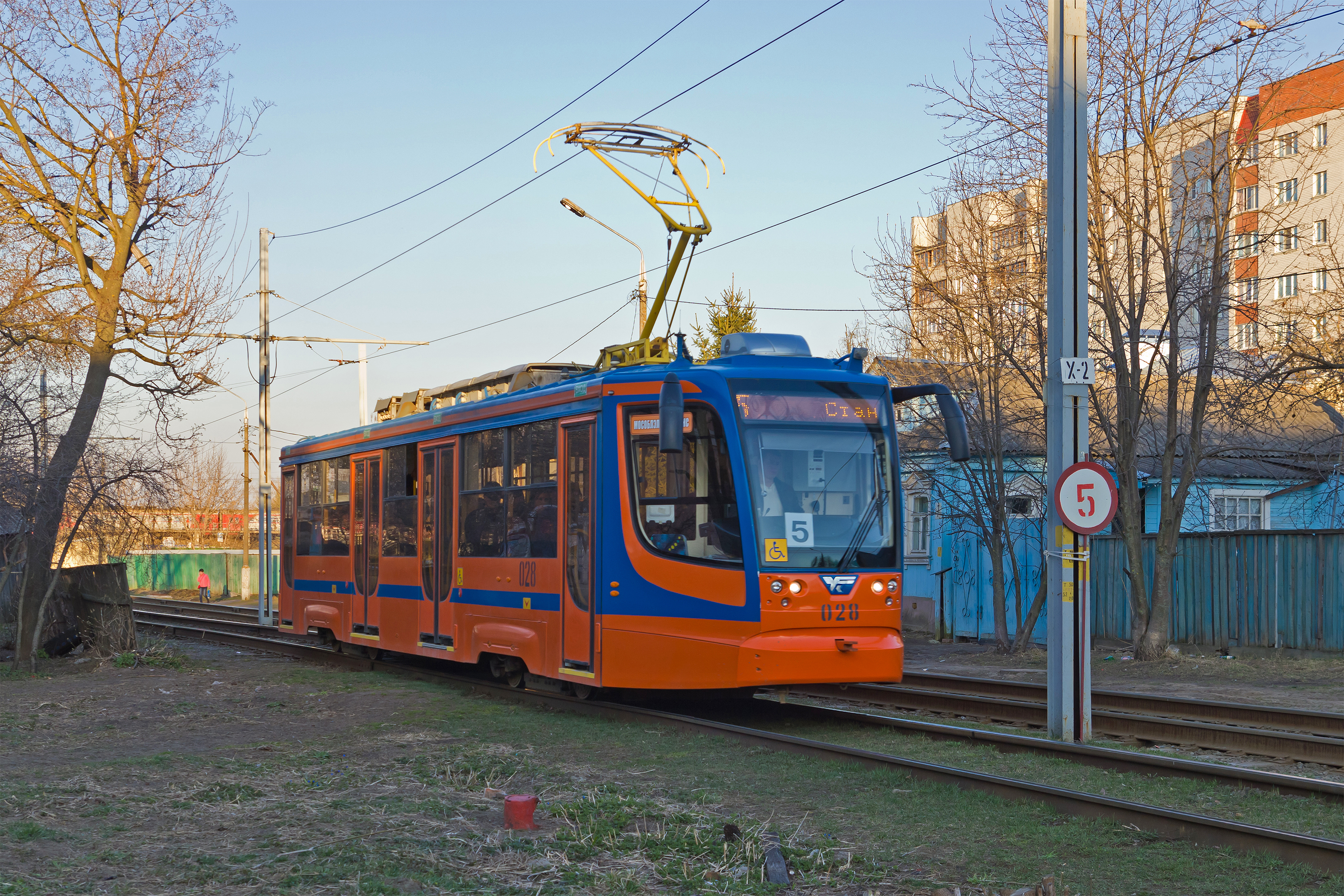
71-623-02  близ платформы Коломна (на схеме указана как «Станция Коломна»)